# Pigcawayan
Pigcawayan è una municipalità di terza classe delle Filippine, situata nella Provincia di Cotabato, nella Regione del Soccsksargen.
Pigcawayan è formata da 40 baranggay:
- Anick (Upper Balogo)
- Balacayon
- Balogo
- Banucagon
- Buluan
- Bulucaon
- Buricain
- Cabpangi
- Capayuran
- Central Panatan
- Datu Binasing
- Datu Mantil
- Kadingilan
- Kimarayang
- Libungan Torreta
- Lower Baguer
- Lower Pangangkalan
- Malagakit
- Maluao
- Matilac

- Midpapan I
- Midpapan II
- Mulok
- New Culasi
- New Igbaras
- New Panay
- North Manuangan
- Patot
- Payong-payong
- Poblacion I
- Poblacion II
- Poblacion III
- Presbitero
- Renibon
- Simsiman
- South Manuangan
- Tigbawan
- Tubon
- Upper Baguer (Baguer)
- Upper Pangangkalan